# Palais d'été de Tipû Sâhib
Le Palais d'été de Tipû Sâhib, à Bangalore (aujourd'hui Bengaluru), capitale de l'État du Karnataka en Inde, est un bel exemple d'architecture indo-islamique. Il fut la résidence d'été du souverain de l'État de Mysore le Sultan Tipû Sâhib (1750-1799). 

## Histoire
Son père le sultan de Mysore Haidar Alî (vers 1720 - 1782) commença la construction du palais à l'intérieur des murs du Fort de Bangalore, mais l’édifice ne fut achevé que sous le règne de Tipû en 1791.
Après la mort de Tipû Sâhib pendant la quatrième et dernière Guerres du Mysore, l'administration britannique utilisa le palais pour son secrétariat avant de déménager à l'Attara Kacheri un autre bâtiment remarquable dont la construction a commencé à Bangalore sous le règne de Tipû Sâhib et s'est terminé en 1868. 
Aujourd'hui, le gouvernement du Karnataka entretient le palais, qui est situé au centre du vieux Bangalore près de la station de bus de Kalasipalyam. Avec le fort de Bangalore et le jardin, le palais est un lieu touristique très prisé.

## Description
Le palais - Le bâtiment repose sur un socle de pierre et l'ensemble du palais est construit en bois, pierre, mortier et plâtre. Le palais est une structure à deux étages soutenue par des piliers en bois finement sculptés qui reposent sur la base en pierre.
La structure a été entièrement construite en teck. Les deux étages sont ornées de piliers, d'arcs et de balcons de ce bois. Le Sultan y tenait son Darbâr depuis les balcons est et ouest de l'étage supérieur. Il y a quatre chambres plus petites dans les angles du premier étage qui étaient des harems. 
Les massifs double piliers en bois de teck supportent d'énormes poutres du même bois sombre grâce à des consoles et des arcs polylobés finement sculptés et peints en deux couleurs dans le style indo-islamique. La base de chaque pilier est ornée d'un motif sculpté de telle façon qu'il semble que le pilier émerge d'une fleur. Les murs et le plafond du palais sont également ornés de beaux motifs floraux.

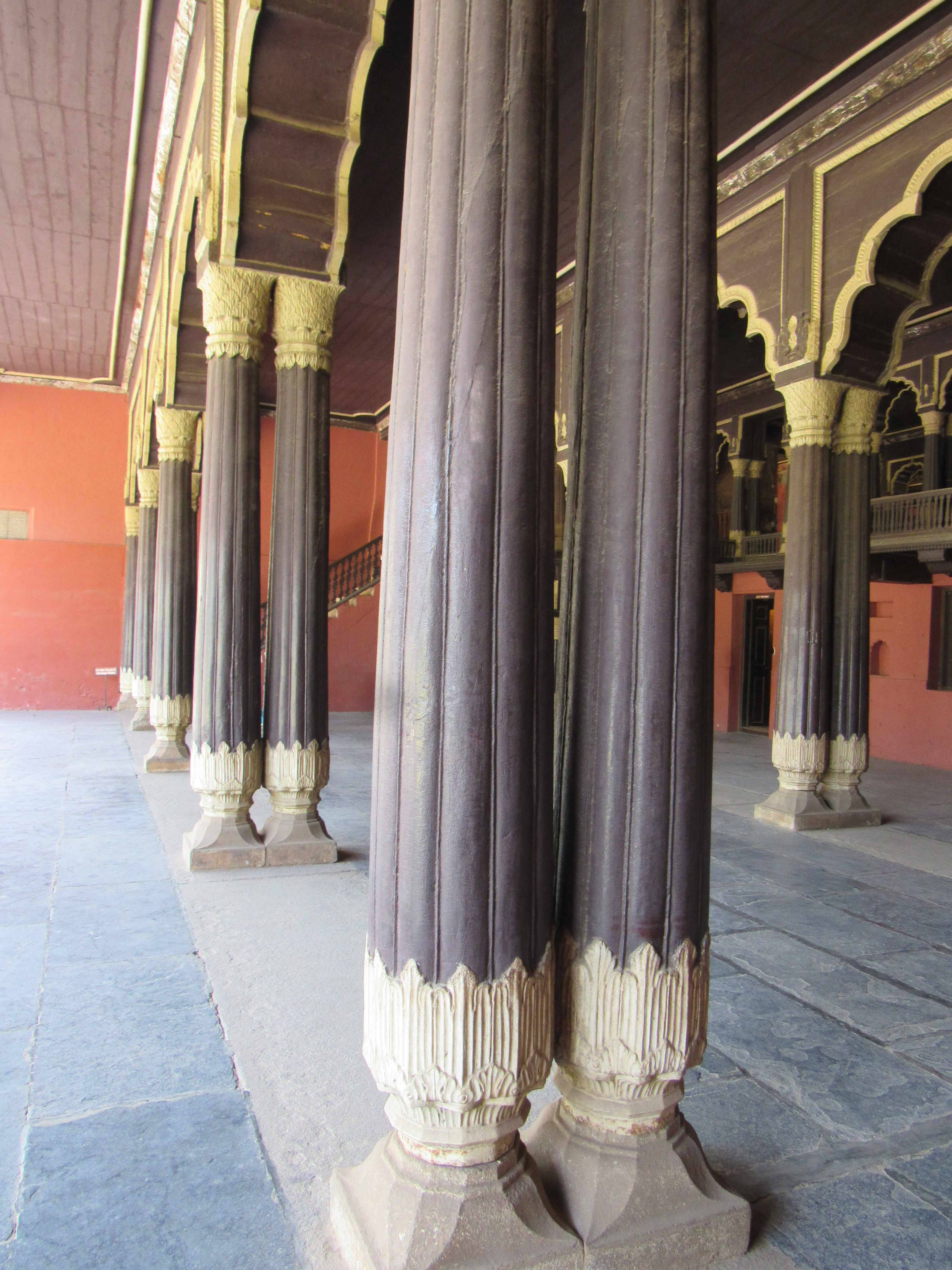
Pilier double des arches polylobées.

On accède à l'étage par quatre escaliers qui mènent au grand hall rectangulaire, à ses quatre pièces placées aux angles et aux deux balcons en saillie.
Le musée - Le palais abrite aujourd'hui un musée dans quatre des salles du rez-de-chaussée. Y sont présentés, des accessoires de l'époque mettant en valeur l'héroïsme et la chevalerie du sultan de Mysore et le style de vie luxueux des membres de la famille royale. 
Les salles du rez-de-chaussée du palais exposent également des panneaux explicatifs des différentes réalisations de Tipû et de son administration, ainsi que des peintures de scènes de l'époque et des portraits. Des vêtements incrustés d'or et d'argent de Tipû Sâhib et sa couronne sont présentés sur des piédestaux en argent et en or, ainsi que les récipients en argent offerts par un général à son père Haidar Alî. Il y a aussi des panoplies d'armes de l'époque, ainsi que la réplique du Tigre de Tippu, un automate musical dont l'original est conservé au Victoria and Albert Museum de Londres. 
Le site abrite également une représentation du grand trône imaginé par Tipû Sâhib lui-même, en teck recouvert de feuilles d'or et incrusté d'émeraudes. Tipû avait juré de ne jamais s'y asseoir avant qu'il ait complètement vaincu l'armée britannique. Après la mort du "Tigre de Mysore" (son surnom), les Britanniques ont démantelé ce trône et il a été vendu aux enchères en pièces détachées, car le prix de l'ensemble était trop élevé pour les fortunes des amateurs de l'époque.
Le jardin - C'est le département d'horticulture du gouvernement du Karnataka qui entretient le jardin et la pelouse devant le palais, de part et d'autre de l'allée qui mène au porche d'entrée sur la rue. Le jardin est planté d'arbustes à fleurs de la famille des rubiaceae, comme les Mussaenda et les Ixora.
Le fort - Dans la zone du Fort de Bangalore on trouve également un temple dédié à Ganesh construit en 1790 près du palais et une galerie d'art exposant des peintures, photos et sculptures.

## Galeries

Vues du palais
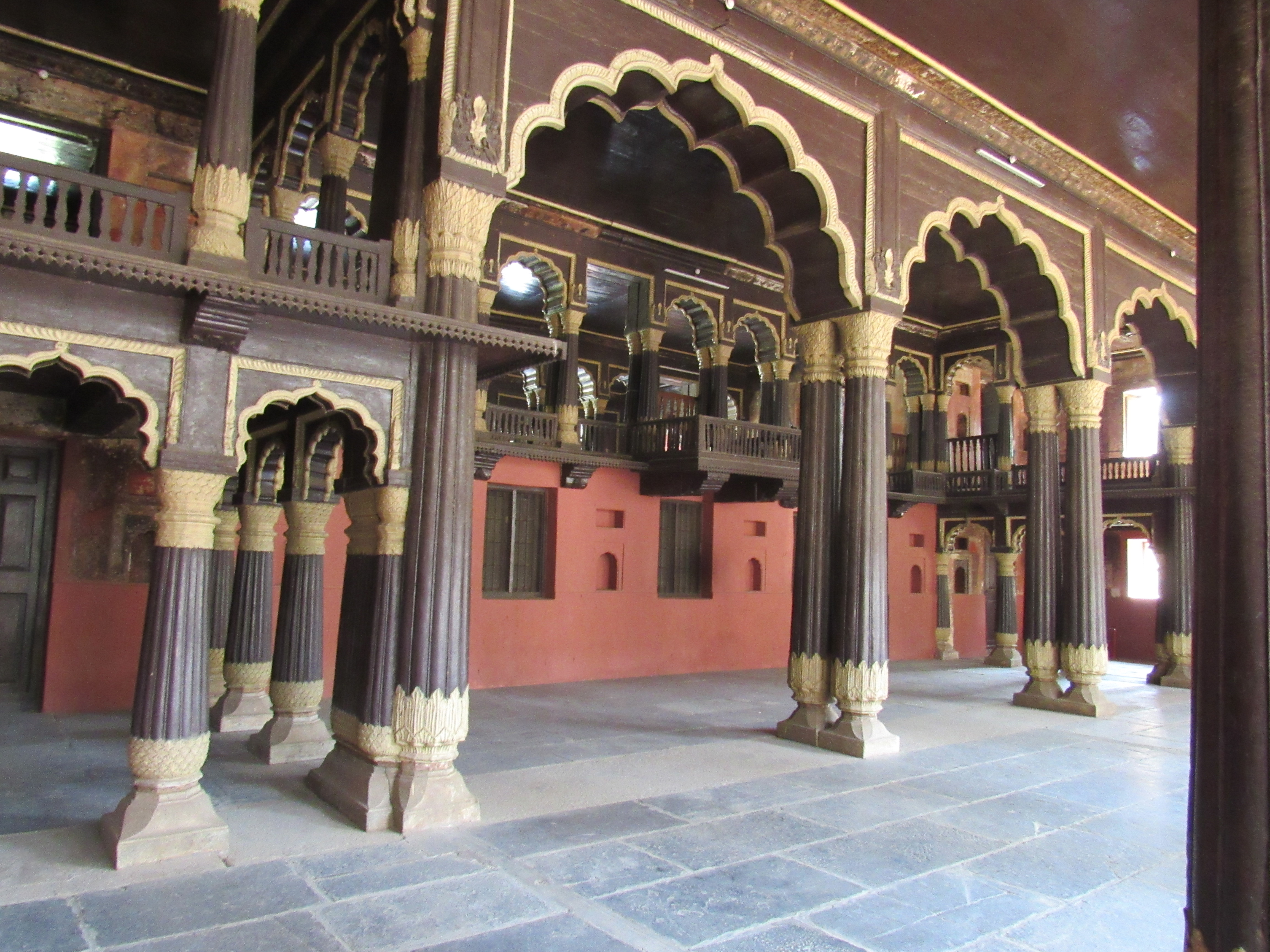
Structure en teck
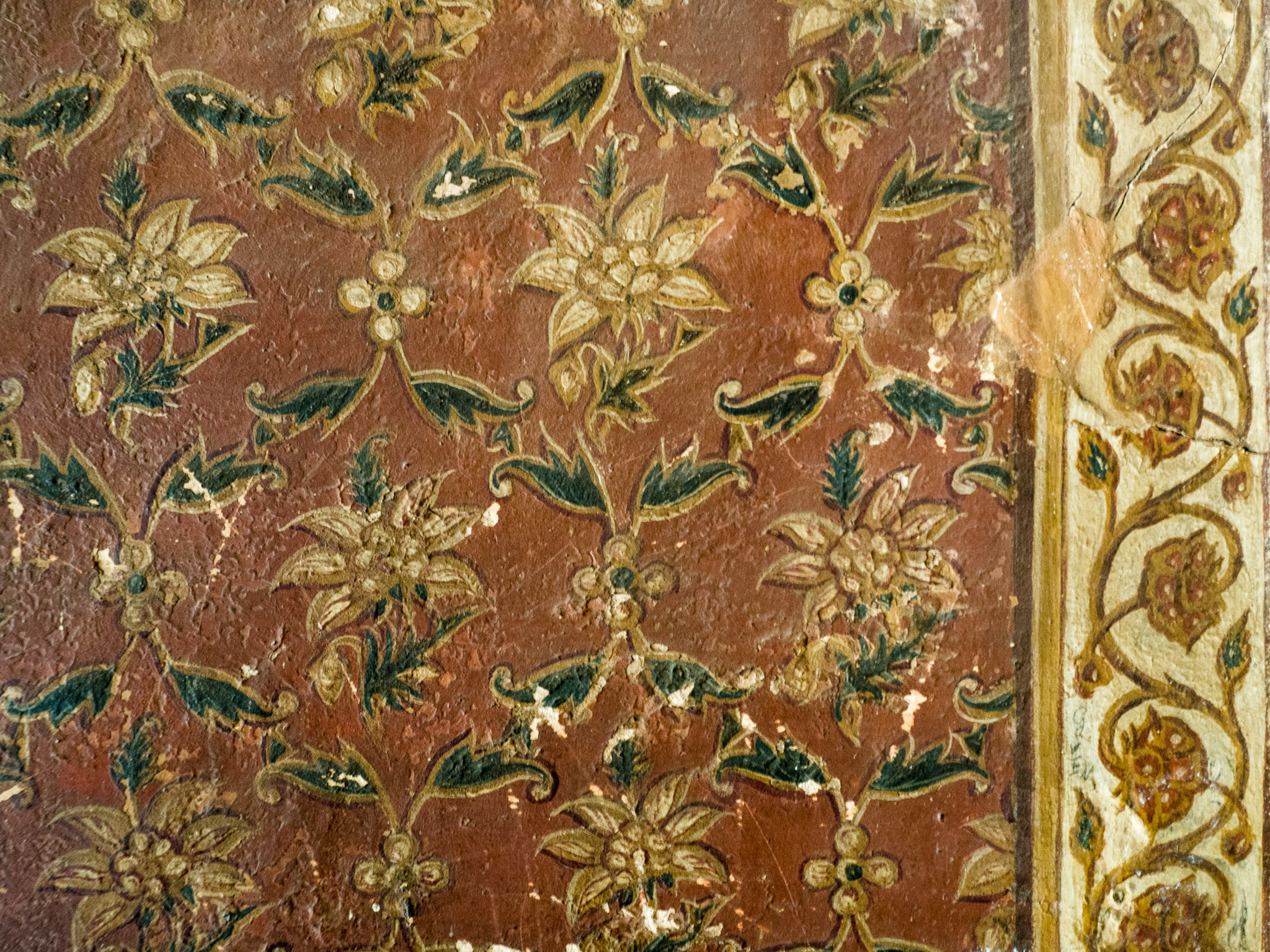
Décor floral
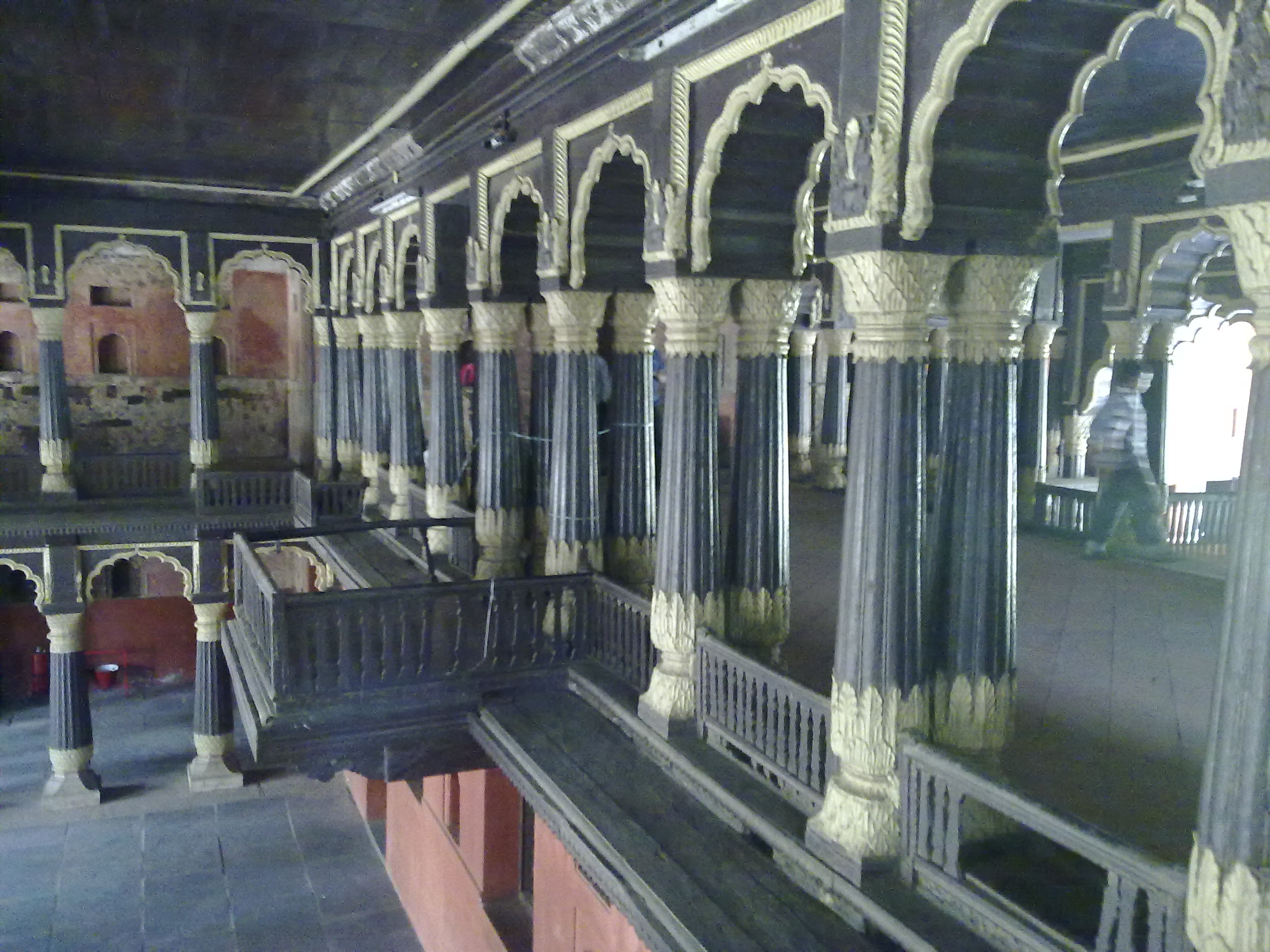
Galerie principale à l'étage et balcon
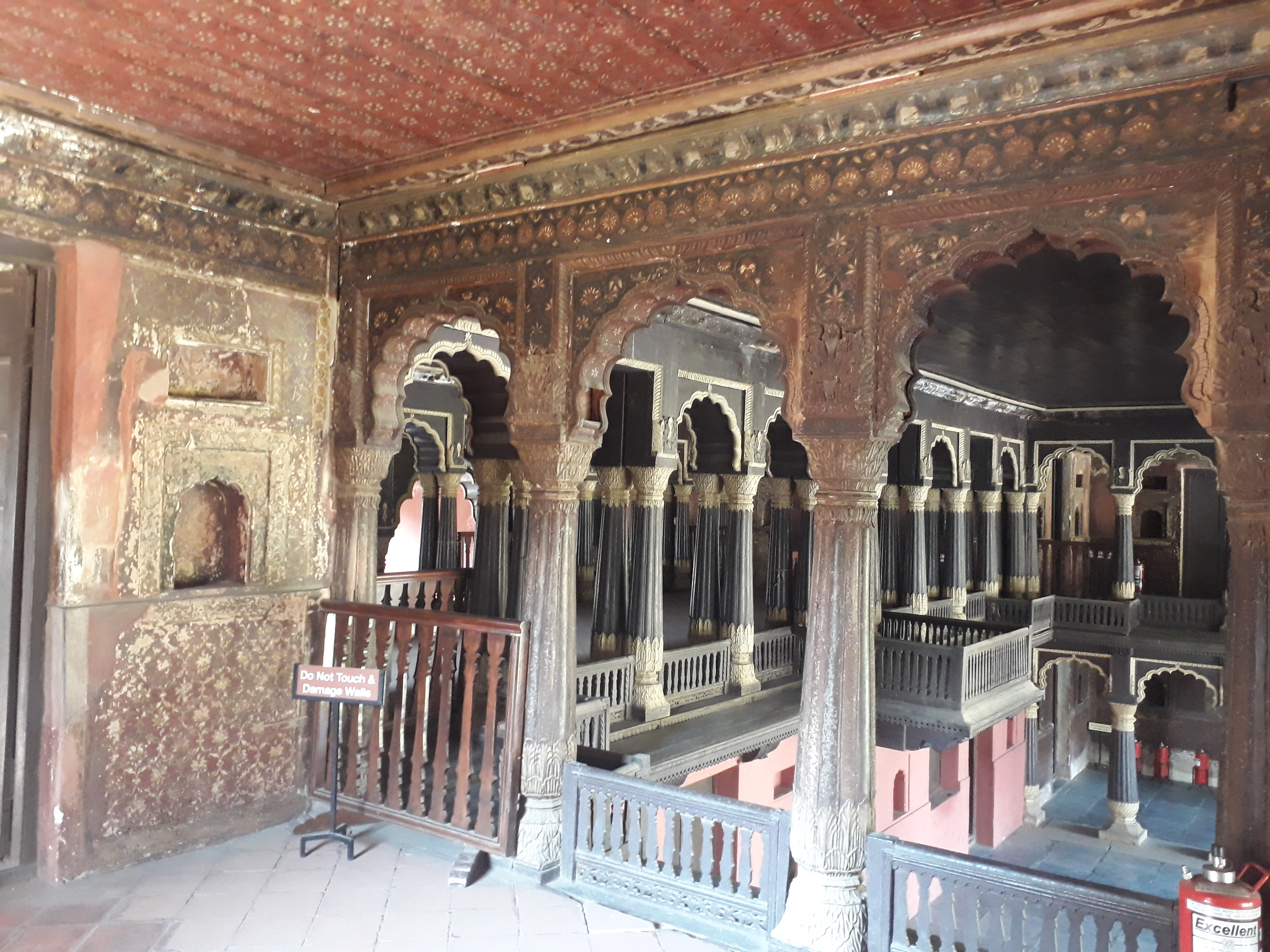
Décoration intérieure

Le peintre militaire britannique James Hunter (en), qui a servi comme lieutenant dans l'Artillerie royale en Inde, a peint en 1791 différents paysages du sud du pays, dont Bangalore et Mysore. Ces peintures ont été publiées à Londres entre 1802 et 1805.

Le Palais d'été de Tipû Sâhib par James Hunter
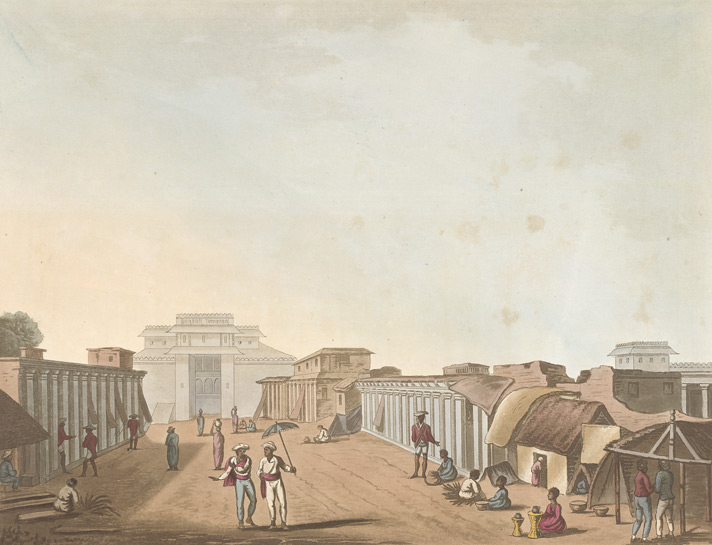
Une rue menant au Palais de Bangalore[2].
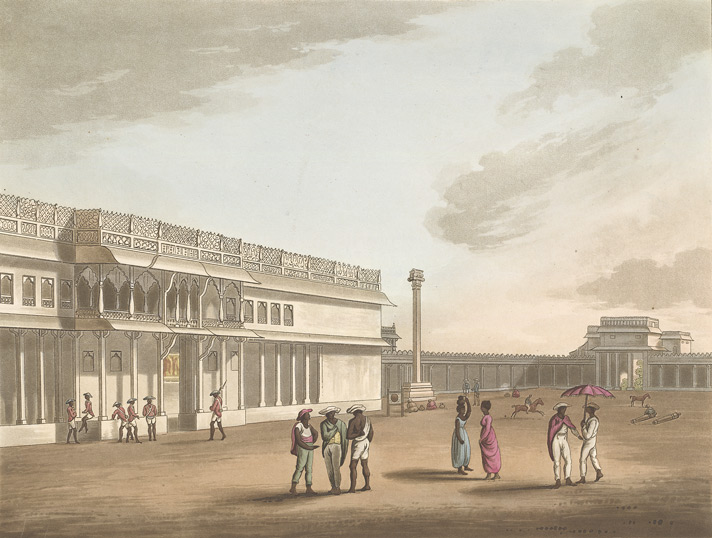
L'entrée du palais d'été[3].
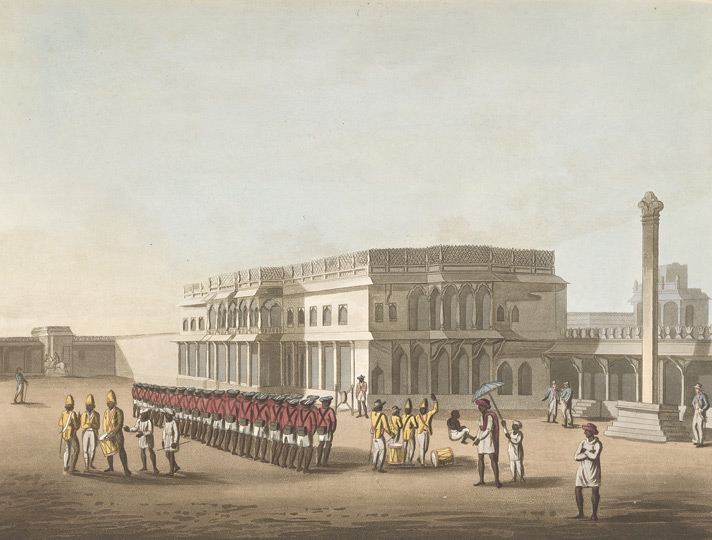
Entrée nord du palais[4].
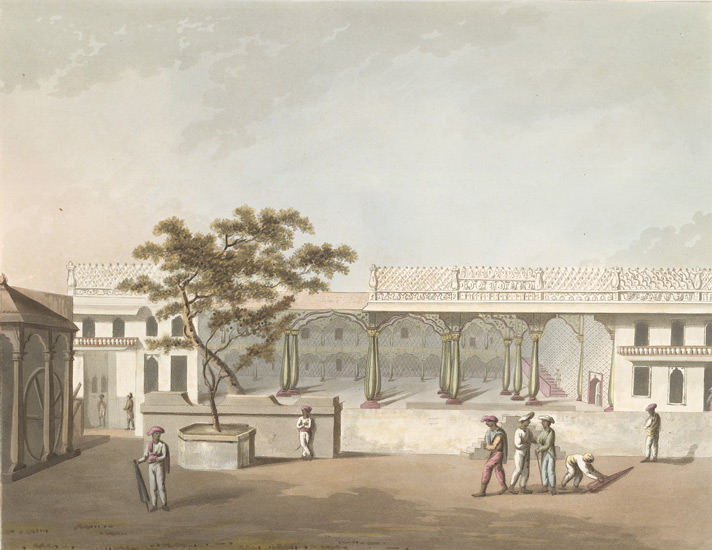
Façade nord du palais[5].
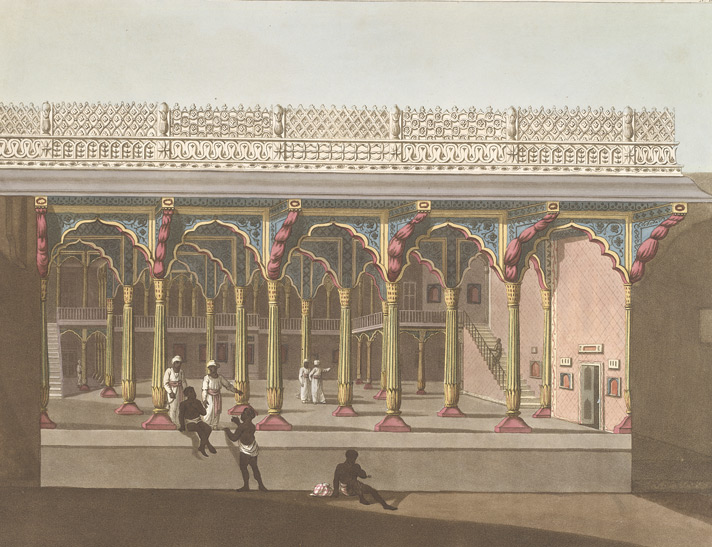
Façade ouest du palais[6].

Dans l'une des pièces du palais se trouve un panneau sculpté qui comporte l'inscription suivante en Farsi :
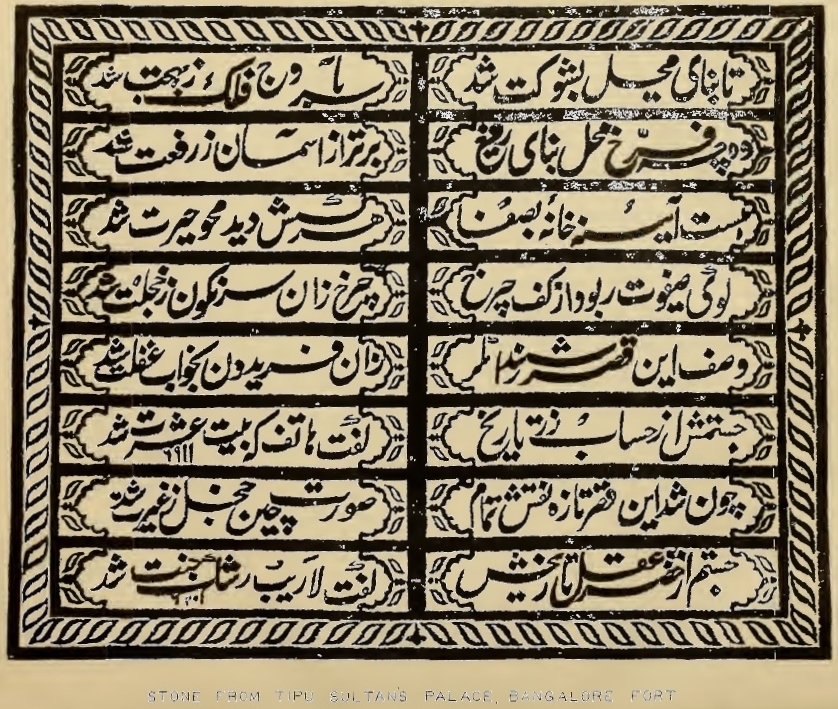
L'inscription du Palais d'été[7].
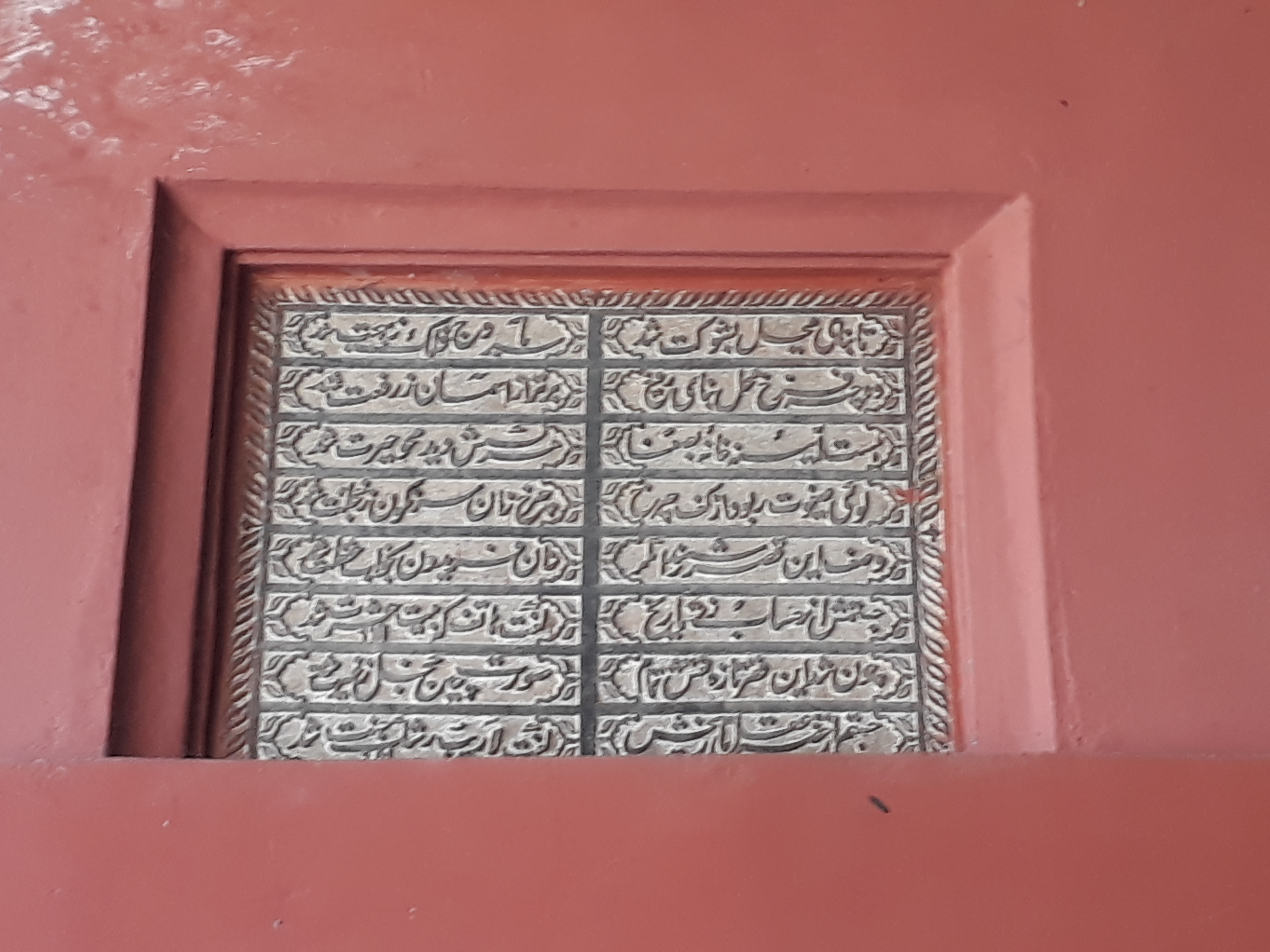
Le panneau gravé.

| Inscription en Farsi (caractères latins) | Traduction en français |
| --- | --- |
| Ta. bina e mahal ba shaukat shud Sar ba anje falak za bohjat shud Vah che farrokh raahal bina e rafi Bar tar az asman za rafat shud Hast aina khaua e ba safa Har kasash did raahave hirat shud G6 e safvat rabud az kafe charkh Charkh ziin sar niguu za khijlat shud Vasfe in khasr ra shunid magar Zan FaiiJun ba khabe ghalat shud Justamash az hisabe Zar tarikh Goft Hatif ke baite ishrat shud Chun ahud in khasre taza nakhsh tamam Surate Chin khajil za ghirat shud Justam az khizre akhl tarikhash Goft laraib rashke jannat shud DaU 1791 A.D. | Dès que les fondations de ce palais ont été posées, sa tête a été élevée au ciel avec joie. Oh, quel noble manoir, une maison du bonheur, son sommet étant au-dessus des cieux. C'est une maison de verre dans la pureté, tous ceux qui la voient sont émerveillés. En magnificence, il rivalise avec le ciel, qui pèse sur sa tête avec honte. La seule description de ce palais, entendue par Faridiin, Cela l'a poussé à aller à son long sommeil. J'ai cherché par calcul selon Zar (1) pour la date, et un ange invisible a dit : "Une maison du bonheur", en 1196 (2) (1781). Quand la peinture de ce nouveau palais fut terminée, il a jeté la beauté de la Chine dans l'oubli. J'ai cherché pour cette date chez Khizir (3) le sage, qui a dit : "Sans doute qu'il fait l'envie du ciel," 1206 (1791) |

1. Zar - Un système inventé par Tipû Sâhib, calculant par Abtas au lieu de l'ordre Abjad ordinaire, la notation arabe couramment utilisée par les musulmans.
2. Date du calendrier hégirien.
3. Khizi le Sage - Un prophète qui était ministre d'un roi de Perse. Il a découvert et bu à la fontaine de vie et est devenu immortel. Certains le confondent avec le prophète Élie, de même qu'avec saint Georges saint patron de la Grande-Bretagne[7].